# John Hoyt
John Hoyt, pseudonimo di John McArthur Hoysradt (New York, 5 ottobre 1905 – Santa Cruz, 15 settembre 1991), è stato un attore statunitense.

## Biografia
John Hoyt nacque a Bronxville, New York il 5 ottobre 1905. Fu professore di storia e comico nei locali notturni di New York prima di essere notato da Orson Welles che lo inserì come attore regolare nelle sue produzione del Mercury Theatre dal 1937. Dopo aver partecipato alla seconda guerra mondiale, riprese la professione di attore partecipando a varie produzioni cinematografiche ed esordendo nel film Eroi nell'ombra del 1946.
Dopo aver lavorato in teatro a Broadway negli anni trenta e quaranta, ha poi recitato in oltre 60 film dal 1946 al 1985 ed è apparso in oltre 170 produzioni televisive dal 1950 al 1981. È ricordato dai fan di Star Trek per aver interpretato il dottor Phillip Boyce in Lo zoo di Talos, episodio pilota della prima serie originale.
Morì per un cancro ai polmoni a Santa Cruz, in California, il 15 settembre 1991, a 85 anni.

## Filmografia

### Cinema
- Eroi nell'ombra (O.S.S.), regia di Irving Pichel (1946)
- La mia brunetta preferita (My Favorite Brunette), regia di Elliott Nugent (1947)
- Le donne erano sole (The Unfaithful), regia di Vincent Sherman (1947)
- Forza bruta (Brute Force), regia di Jules Dassin (1947)
- Oppio (To the Ends of the Earth), regia di Robert Stevenson (1948)
- L'uomo proibito (Winter Meeting), regia di Bretaigne Windust (1948)
- Il verdetto (Sealed Verdict), regia di Lewis Allen (1948)
- The Decision of Christopher Blake, regia di Peter Godfrey (1948)
- Corruzione (The Bribe), regia di Robert Z. Leonard (1949)
- La roulette (The Lady Gambles), regia di Michael Gordon (1949)
- The Great Dan Patch, regia di Joseph M. Newman (1949)
- Trapped, regia di Richard Fleischer (1949)
- Se mia moglie lo sapesse (Everybody Does It), regia di Edmund Goulding (1949)
- La gabbia di ferro (Outside the Wall), regia di Crane Wilbur (1950)
- Linciaggio (The Lawless), regia di Joseph Losey (1950)
- N.N. vigilata speciale (The Company She Keeps), regia di John Cromwell (1951)
- Tutto per tutto (Inside Straight), regia di Gerald Mayer (1951)
- Quebec, regia di George Templeton (1951)
- La roccia di fuoco (New Mexico), regia di Irving Reis (1951)
- Quando i mondi si scontrano (When Worlds Collide), regia di Rudolph Maté (1951)
- Il continente scomparso (Lost Continent), regia di San Newfield (1951)
- Rommel, la volpe del deserto (The Desert Fox: The Story of Rommel), regia di Henry Hathaway (1951)
- Banditi senza mitra (Loan Shark), regia di Seymour Friedman (1952)
- Il mistero del castello nero (The Black Castle), regia di Nathan Juran (1952)
- Androclo e il leone (Androcles and the Lion), regia di Chester Erskine (1952)
- Giulio Cesare (Julius Caesar), regia di Joseph L. Mankiewicz (1953)
- Il re d'Israele (Sins of Jezebel), regia di Reginald Le Borg (1953)
- La grande notte di Casanova (Casanova's Big Night), regia di Norman Z. McLeod (1954)
- Il principe studente (The Student Prince), regia di Richard Thorpe (1954)
- Désirée, regia di Henry Koster (1954)
- La polizia bussa alla porta (The Big Combo), regia di Joseph H. Lewis (1955)
- Il seme della violenza (Blackboard Jungle), regia di Richard Brooks (1955)
- La maschera di porpora (The Purple Mask), regia di H. Bruce Humberstone (1955)
- Il covo dei contrabbandieri (Moonfleet), regia di Fritz Lang (1955)
- L'altalena di velluto rosso (The Girl in the Red Velvet Swing), regia di Richard Fleischer (1955)
- L'imputato deve morire (Trial), regia di Mark Robson (1955)
- Il conquistatore (The Conqueror), regia di Dick Powell (1956)
- Il suo angelo custode (Forever, Darling), regia di Alexander Hall (1956)
- La principessa dei Moak (Mohawk), regia di Kurt Neumann (1956)
- Colpo proibito (The Come On), regia di Russell Birdwell (1956)
- Wetbacks, regia di Hank McCune (1956)
- Il diabolico avventuriero (Death of a Scoundrel), regia di Charles Martin (1956)
- Furia a Rio Apache (Sierra Stranger), regia di Lee Sholem (1957)
- God Is My Partner, regia di William F. Claxton (1957)
- Faccia d'angelo (Baby Face Nelson), regia di Don Siegel (1957)
- The Beast of Budapest, regia di Harmon Jones (1958)
- Attack of the Puppet People, regia di Bert I. Gordon (1958)
- Riot in Juvenile Prison, regia di Edward L. Cahn (1959)
- L'uomo senza corpo (Curse of the Undead), regia di Edward Dein (1959)
- Sacro e profano (Never So Few), regia di John Sturges (1959)
- Spartacus, regia di Stanley Kubrick (1960)
- L'urlo della battaglia (Merrill's Marauders), regia di Samuel Fuller (1962)
- Cleopatra, regia di Joseph L. Mankiewicz (1963)
- L'uomo dagli occhi a raggi X (X), regia di Roger Corman (1963)
- The Glass Cage, regia di Antonio Santean (1964)
- Viaggiatori del tempo (The Time Travelers), regia di Ib Melchior (1964)
- Il boia è di scena (Two on a Guillotine), regia di William Conrad (1965)
- Io sono Dillinger (Young Dillinger), regia di Terry O. Morse (1965)
- Operation C.I.A., regia di Christian Nyby (1965)
- Pistole roventi (Gunpoint), regia di Earl Bellamy (1966)
- Duello a El Diablo (Duel at Diablo), regia di Ralph Nelson (1966)
- Panic in the City, regia di Eddie Davis (1968)
- Flesh Gordon, regia di Michael Benveniste (1974)
- In Search of Historic Jesus, regia di Henning Schellerup (1979)
- The Great Ride, regia di Don Hulette (1979)
- Forty Days of Musa Dagh, regia di Sarky Mouradian (1982)
- Cercasi Susan disperatamente (Desperately Seeking Susan), regia di Susan Seidelman (1985)

### Televisione
- The Marionette Mystery – film TV (1950)
- Squadra mobile (Racket Squad) – serie TV, un episodio (1951)
- The Philco Television Playhouse – serie TV, un episodio (1951)
- The Amos 'n Andy Show – serie TV, un episodio (1951)
- Cosmopolitan Theatre – serie TV, un episodio (1951)
- China Smith – serie TV, 1 episodio (1952)
- Chevron Theatre – serie TV, un episodio (1952)
- Missione pericolosa (Dangerous Assignment) – serie TV, un episodio (1952)
- Gruen Guild Playhouse – serie TV, un episodio (1952)
- The Unexpected – serie TV, un episodio (1952)
- Fireside Theatre – serie TV, 2 episodi (1952)
- Make Room for Daddy – serie TV, un episodio (1953)
- Waterfront – serie TV, un episodio (1954)
- For the Defense – film TV (1954)
- Letter to Loretta – serie TV, un episodio (1954)
- Mr. & Mrs. North – serie TV, un episodio (1954)
- The Pepsi-Cola Playhouse – serie TV, 2 episodi (1954)
- Treasury Men in Action – serie TV, un episodio (1954)
- Il cavaliere solitario (The Lone Ranger) – serie TV, un episodio (1954)
- The Lone Wolf – serie TV, un episodio (1955)
- Le avventure di Rin Tin Tin (The Adventures of Rin Tin Tin) – serie TV, 2 episodi (1954-1955)
- Mickey Rooney Show (The Mickey Rooney Show) – serie TV, episodio 1x26 (1955)
- Stage 7 – serie TV, episodio 1x11 (1955)
- The Whistler – serie TV, episodio 1x33 (1955)
- Climax! – serie TV, episodio 1x34 (1955)
- Shower of Stars – serie TV, un episodio (1955)
- Celebrity Playhouse – serie TV, episodio 1x07 (1955)
- Cavalcade of America – serie TV, 4 episodi (1952-1955)
- Alarm – film TV (1956)
- Frontier – serie TV, un episodio (1956)
- Crossroads – serie TV, episodio 1x28 (1956)
- The Ford Television Theatre – serie TV, 2 episodi (1956)
- Four Star Playhouse – serie TV, 3 episodi (1956)
- Star Stage – serie TV, un episodio (1956)
- Schlitz Playhouse of Stars – serie TV, 2 episodi (1956)
- The George Burns and Gracie Allen Show – serie TV, 5 episodi (1956)
- Il conte di Montecristo (The Count of Monte Cristo) – serie TV, un episodio (1956)
- Lux Video Theatre – serie TV, 5 episodi (1956)
- The Adventures of Jim Bowie – serie TV, un episodio (1957)
- Studio 57 – serie TV, un episodio (1957)
- The Gale Storm Show: Oh, Susanna! – serie TV, un episodio (1957)
- The Life of Riley – serie TV, 2 episodi (1957)
- General Electric Theater – serie TV, 2 episodi (1957)
- Code 3 – serie TV, un episodio (1957)
- Navy Log – serie TV, episodio 3x11 (1957)
- Telephone Time – serie TV, episodio 3x13 (1957)
- The Gray Ghost – serie TV, episodio 1x31 (1958)
- Jane Wyman Presents The Fireside Theatre – serie TV, un episodio (1958)
- Matinee Theatre – serie TV, 9 episodi (1958)
- Studio One – serie TV, un episodio (1958)
- How to Marry a Millionaire – serie TV, un episodio (1958)
- Mike Hammer – serie TV, 2 episodi (1958)
- Steve Canyon – serie TV, episodio 1x05 (1958)
- L'uomo ombra (The Thin Man) – serie TV, episodio 2x02 (1958)
- Il tenente Ballinger (M Squad) – serie TV, 2 episodi (1958)
- The Bob Cummings Show – serie TV, 2 episodi (1958)
- Frontier Doctor – serie TV, un episodio (1958)
- The Grand Jury – serie TV, 2 episodi (1959)
- Zorro – serie TV, un episodio (1959)
- The Millionaire – serie TV, un episodio (1959)
- The Ten Commandments – film TV (1959)
- Richard Diamond (Richard Diamond, Private Detective) – serie TV, 2 episodi (1959)
- Westinghouse Desilu Playhouse – serie TV, 2 episodi (1959)
- Peter Gunn – serie TV, episodio 1x32 (1959)
- Markham – serie TV, un episodio (1959)
- David Niven Show (The David Niven Show) – serie TV, episodio 1x08 (1959)
- 21 Beacon Street – serie TV, un episodio (1959)
- Johnny Staccato – serie TV, episodio 1x03 (1959)
- Avventure lungo il fiume (Riverboat) – serie TV, episodio 1x03 (1959)
- Alcoa Theatre – serie TV, un episodio (1959)
- Bourbon Street Beat – serie TV, episodio 1x02 (1959)
- Five Fingers – serie TV, un episodio (1959)
- Johnny Midnight – serie TV, un episodio (1960)
- Playhouse 90 – serie TV, 4 episodi (1960)
- The Alaskans – serie TV, episodio 1x16 (1960)
- Lo sceriffo indiano (Law of the Plainsman) – serie TV, episodio 1x19 (1960)
- Lawman – serie TV, 2 episodi (1960)
- The Deputy – serie TV, un episodio (1960)
- The Chevy Mystery Show – serie TV, episodio 1x02 (1960)
- Death Valley Days – serie TV, un episodio (1960)
- Gli uomini della prateria (Rawhide) – serie TV, episodio 2x31 (1960)
- The Red Skelton Show – serie TV, 2 episodi (1960)
- Scacco matto (Checkmate) – serie TV, episodio 1x05 (1960)
- The Rifleman – serie TV, 2 episodi (1960)
- The Dinah Shore Chevy Show – serie TV, un episodio (1960)
- Outlaws – serie TV, episodi 1x07-1x08 (1960)
- Gunsmoke – serie TV, 2 episodi (1960)
- Il carissimo Billy (Leave It to Beaver) – serie TV, 3 episodi (1960)
- Assignment: Underwater – serie TV, un episodio (1960)
- Gli intoccabili (The Untouchables) – serie TV, 3 episodi (1961)
- Alfred Hitchcock presenta (Alfred Hitchcock Presents) – serie TV, un episodio (1961)
- Le grandi fiabe (Shirley Temple's Storybook) – serie TV, un episodio (1961)
- Bringing Up Buddy – serie TV, un episodio (1961)
- The Roaring 20's – serie TV, 2 episodi (1961)
- The Best of the Post – serie TV, episodio 1x23 (1961)
- Gunslinger – serie TV, episodio 1x08 (1961)
- The Blue Angels – serie TV, un episodio (1961)
- Avventure in paradiso (Adventures in Paradise) – serie TV, episodio 2x30 (1961)
- I racconti del West (Zane Grey Theater) – serie TV, 4 episodi (1961)
- Ai confini della realtà (The Twilight Zone) – serie TV, 2 episodi (1961)
- Maverick – serie TV, 3 episodi (1961)
- Have Gun - Will Travel – serie TV, 2 episodi (1962)
- Boston Terrier – film TV (1963)
- Laramie – serie TV, 2 episodi (1963)
- Dakota (The Dakotas) – serie TV, episodio 1x18 (1963)
- Perry Mason – serie TV, 5 episodi (1964)
- Sotto accusa (Arrest and Trial) – serie TV, episodio 1x20 (1964)
- Destry – serie TV, un episodio (1964)
- Grindl – serie TV, un episodio (1964)
- Il dottor Kildare (Dr. Kildare) – serie TV, un episodio (1964)
- Carovane verso il West (Wagon Train) – serie TV, 3 episodi (1964)
- The Outer Limits – serie TV, 3 episodi (1964)
- L'ora di Hitchcock (The Alfred Hitchcock Hour) – serie TV, un episodio (1964)
- Wendy and Me – serie TV, un episodio (1964)
- Gli inafferrabili (The Rogues) – serie TV, episodio 1x15 (1964)
- Viaggio in fondo al mare (Voyage to the Bottom of the Sea) – serie TV, un episodio (1964)
- Tom, Dick and Mary – serie TV, 2 episodi (1965)
- Profiles in Courage – serie TV, 2 episodi (1965)
- Memorandum for a Spy – film TV (1965)
- Polvere di stelle (Bob Hope Presents the Chrysler Theatre) – serie TV, 2 episodi (1965)
- I mostri (The Munsters) – serie TV, 2 episodi (1965)
- The Crisis (Kraft Suspense Theatre) – serie TV, un episodio (1965)
- Cavaliere solitario (The Loner) – serie TV, un episodio (1965)
- La legge di Burke (Burke's Law) – serie TV, episodio 3x03 (1965)
- Le spie (I Spy) – serie TV, episodio 1x04 (1965)
- Bonanza – serie TV, 2 episodi (1965)
- Twelve O'Clock High – serie TV, 2 episodi (1965)
- The Beverly Hillbillies – serie TV, un episodio (1965)
- Tammy – serie TV, un episodio (1965)
- Star Trek – serie TV, episodio 1x00 (1966)
- Honey West – serie TV, episodio 1x25 (1966)
- La grande vallata (The Big Valley) – serie TV, 3 episodi (1966)
- Laredo – serie TV, 2 episodi (1966)
- Daniel Boone – serie TV, 2 episodi (1966)
- Insight – serie TV, 2 episodi (1966)
- Pistols 'n' Petticoats – serie TV, un episodio (1966)
- Fame Is the Name of the Game – film TV (1966)
- I Pruitts (The Pruitts of Southampton) – serie TV, episodio 1x13 (1966)
- I sentieri del west (The Road West) – serie TV, episodio 1x14 (1966)
- I Monkees (The Monkees) – serie TV, un episodio (1967)
- Kronos (The Time Tunnel) – serie TV, 2 episodi (1967)
- Petticoat Junction – serie TV, 3 episodi (1967)
- Il ladro (T.H.E. Cat) – serie TV, un episodio (1967)
- Wichester 73 – film TV (1967)
- Mr. Terrific – serie TV, un episodio (1967)
- Iron Horse – serie TV, 2 episodi (1967)
- Organizzazione U.N.C.L.E. (The Man from U.N.C.L.E.) – serie TV, 3 episodi (1967)
- Ironside – serie TV, un episodio (1967)
- Get Smart – serie TV, 2 episodi (1968)
- Operazione ladro (It Takes a Thief) – serie TV, 2 episodi (1968)
- Selvaggio west (The Wild Wild West) – serie TV, 2 episodi (1969)
- Sui sentieri del West (The Outcasts) – serie TV, episodio 1x24 (1969)
- The Flying Nun – serie TV, un episodio (1970)
- Il virginiano (The Virginian) – serie TV, 5 episodi (1970)
- The Intruders – film TV (1970)
- Gli eroi di Hogan (Hogan's Heroes) – serie TV, 7 episodi (1971)
- Welcome Home, Johnny Bristol – film TV (1972)
- Difesa a oltranza (Owen Marshall, Counselor at Law) – serie TV, 2 episodi (1972)
- Return to Peyton Place – serie TV (1972)
- Banacek – serie TV, un episodio (1973)
- Il pianeta delle scimmie (Planet of the Apes) – serie TV, 2 episodi (1974)
- Kolchak: The Night Stalker – serie TV, un episodio (1975)
- The Turning Point of Jim Malloy – film TV (1975)
- L'uomo da sei milioni di dollari (The Six Million Dollar Man) – serie TV, un episodio (1977)
- The Rhinemann Exchange (1977)
- Pepper Anderson agente speciale (Police Woman) – serie TV, un episodio (1978)
- Meeting of Minds – serie TV, 2 episodi (1978)
- Greatest Heroes of the Bible – serie TV, un episodio (1978)
- The Winds of Kitty Hawk – film TV (1978)
- Galactica (Battlestar Galactica) – serie TV, episodio 1x21 (1979)
- Nero Wolfe – film TV (1979)
- Alvin Goes Back to School – film TV (1986)
- La piccola grande Nell (Gimme a Break!) – serie TV, 78 episodi (1987)

## Doppiatori italiani
Nelle versioni in italiano delle opere in cui ha recitato, John Hoyt è stato doppiato da:
- Lauro Gazzolo in Forza bruta, Désirée, Rommel, la volpe del deserto, La maschera di porpora, Il conquistatore
- Manlio Busoni in Tutto per tutto, Giulio Cesare, Il seme della violenza, Il covo dei contrabbandieri, Duello a El Diablo
- Bruno Persa in Il diabolico avventuriero, Spartacus, Cleopatra, Il boia è di scena, Ai confini della realtà (ep. 2x28)
- Giorgio Capecchi in L'uomo proibito
- Amilcare Pettinelli in L'altalena di velluto rosso
- Giorgio Piazza in Flesh Gordon
- Manlio Guardabassi in Quando i mondi si scontrano (ridoppiaggio)